# Furie (film, 1936)
Cet article concerne le film de Fritz Lang. Pour le film de Brian De Palma, voir Furie.
Pour les articles homonymes, voir Furie.
Pour plus de détails, voir Fiche technique et Distribution.
Furie (Fury) est un film de procès ainsi que le premier film américain réalisé par Fritz Lang, sorti en 1936.

## Synopsis
Circulant sur une route secondaire pour rejoindre sa fiancée, Joe Wilson est arrêté par la police locale qui l'accuse d'un enlèvement. La nouvelle de son arrestation circule immédiatement dans la petite ville, et la foule réclame rapidement son lynchage. Elle incendie la prison dans laquelle il est enfermé et le laisse pour mort.
Il réchappe cependant de l'incendie et décide de se venger de ses bourreaux. Il se fait passer pour mort et ne se montre qu'à ses deux frères pour qu'ils intentent un procès contre les responsables de son lynchage et les fassent condamner à mort. Sa fiancée, comprenant qu'il est en vie, lui demande d'arrêter le procès, mais il refuse. Après une nuit de réflexion il accepte et se montre au grand public.

## Fiche technique
- Titre : Furie
- Titre original : Fury
- Réalisation : Fritz Lang
- Scénario : Bartlett Cormack (en) et Fritz Lang, d'après une histoire de Norman Krasna, Mob Rule
- Musique : Franz Waxman
- Image : Joseph Ruttenberg
- Montage : Frank Sullivan et William LeVanway
- Décors : Cedric Gibbons, Edwin B. Willis (décorateur associé)
- Costumes : Dolly Tree
- Son : Douglas Shearer
- Assistant réalisateur : Lesley Selander (non crédité)
- Production : Joseph L. Mankiewicz, J.J. Cohn (producteur exécutif)
- Société de production : Metro-Goldwyn-Mayer
- Pays d'origine :  États-Unis
- Format : Noir et blanc - 1,37:1 - Mono - 35 mm
- Genre : drame
- Durée : 92 minutes
- Dates de sortie :
  - États-Unis, 29 mai 1936
  - France, 16 octobre 1936

## Distribution
- Sylvia Sidney : Katherine Grant
- Spencer Tracy : Joe Wilson

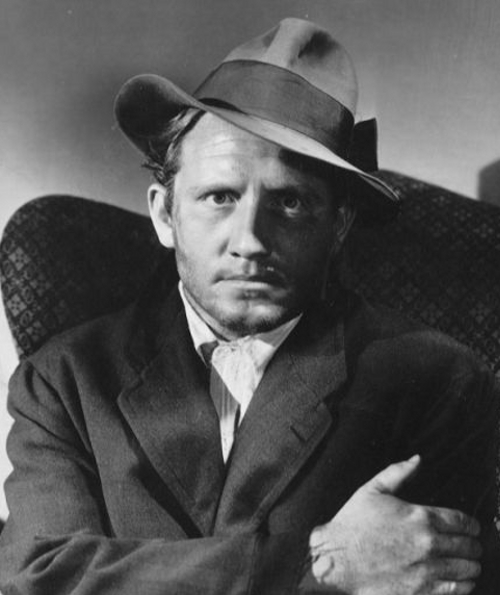
Spencer Tracy.

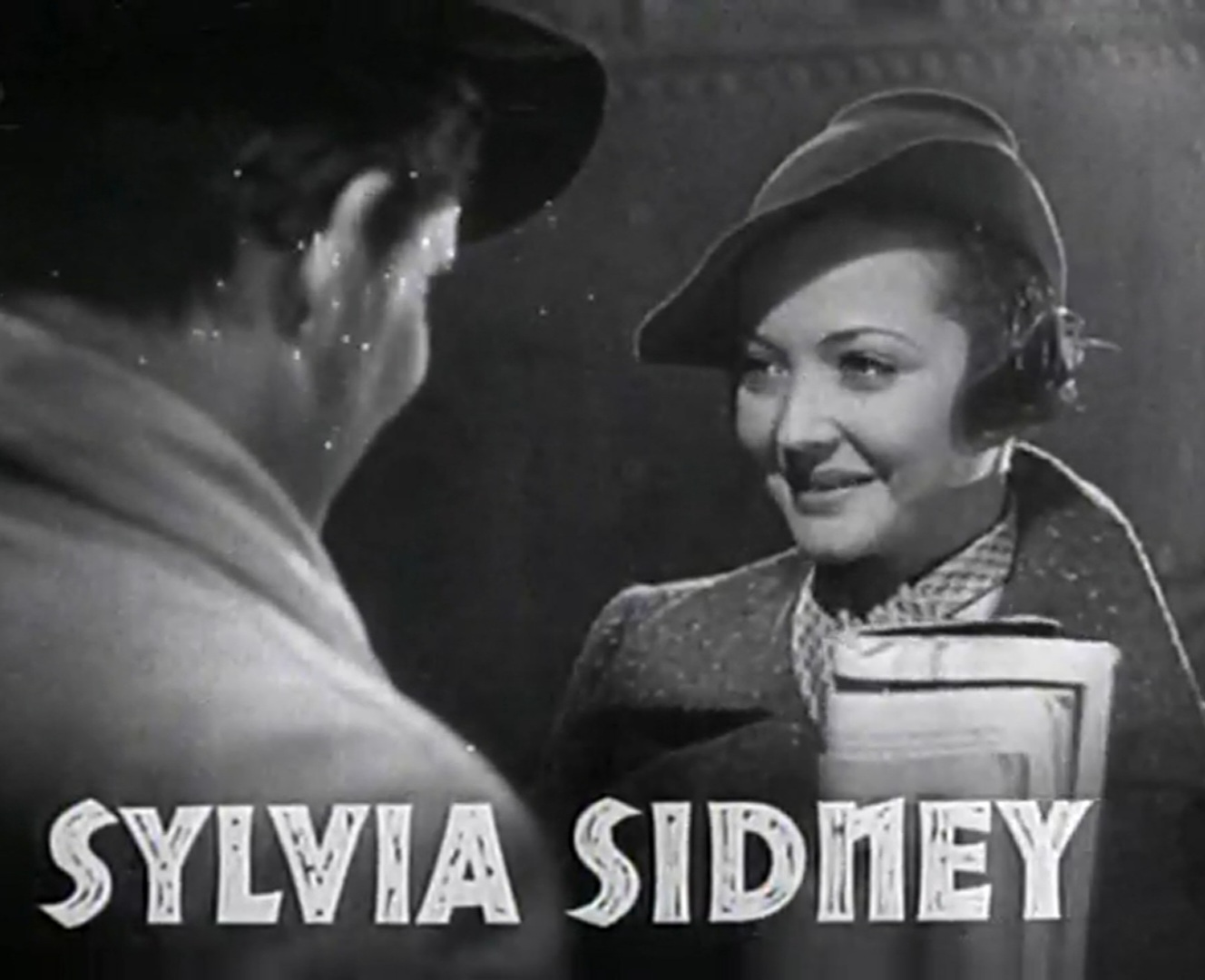
Sylvia Sidney.

- Walter Abel : le procureur général
- Bruce Cabot : Kirby Dawson
- Edward Ellis : Le shérif
- Walter Brennan : 'Bugs' Meyers
- Esther Dale : Mme Whipple
- Arthur Stone : Durkin
- Helen Flint : Franchette
- Morgan Wallace : Fred Garrett
- Howard C. Hickman : Gouverneur Burt
- Leila Bennett : Edna Hooper

Acteurs non crédités
- Ed Brady : Un ami de Dawson
- Frederick Burton : Juge Daniel Hopkins
- Nora Cecil : la mère d'Albert
- Gino Corrado : Un journaliste au tribunal
- Jules Cowles : Frank, un geôlier
- Harry Harvey : Jasper Anderson
- Daniel L. Haynes : un chauffeur de taxi
- Fay Helm : une citoyenne
- Robert Homans : un gardien
- Arthur Hoyt : Grouch
- Si Jenks : Oncle Billy
- Clarence Kolb : un ami de Durkin
- Frank Sully : un dynamiteur
- Jane Corcoran : la femme qui prie